# Campionato mondiale di hockey su ghiaccio femminile 2005
Il 9º Campionato mondiale di hockey su ghiaccio femminile è stato assegnato dall'International Ice Hockey Federation alla Svezia, che lo ha ospitato a Linköping e a Norrköping, nel periodo tra il 2 e il 9 aprile 2005. Questa è la prima volta che il paese scandinavo ha ospitato il Gruppo A femminile. Nel giugno del 2006 la IIHF ha riportato il Gruppo A da 8 a 9 squadre in vista dei mondiali del 2007, ripescando la Russia che concluse all'ultimo posto la rassegna iridata. La decisione è stata presa dopo il successo ottenuto dal formato a nove squadre nelle edizioni precedenti. Per questo motivo anche nelle divisioni inferiori nessuna squadra è stata retrocessa ufficialmente.
Dopo otto successi consecutivi del Canada per la prima volta gli Stati Uniti riuscirono ad imporsi contro le campionesse in carica vincendo la finale per 1-0 ai rigori. Al terzo posto è giunta la Svezia, capace di battere per 5-2 la Finlandia.

## Campionato di gruppo A

### Partecipanti
Al torneo prendono parte 8 squadre:
| 4 dall'Europa     | Finlandia | Germania    |
| 4 dall'Europa     | Russia    | Svezia      |
| 2 dal Nordamerica | Canada    | Stati Uniti |
| 2 dall'Asia       | Cina      | Kazakistan  |

### Gironi preliminari

#### Girone A
| Linköping 2 aprile 2005, ore 15:30 UTC+2 | Svezia | 3 – 1 (0-0; 2-1; 1-0) referto | Russia | Cloetta Center (2.252 spett.) |

| Linköping 3 aprile 2005, ore 20:00 UTC+2 | Canada | 13 – 0 (4-0; 6-0; 3-0) referto | Kazakistan | Cloetta Center (1.103 spett.) |

| Linköping 4 aprile 2005, ore 20:00 UTC+2 | Russia | 0 – 12 (0-1; 0-4; 0-7) referto | Canada | Cloetta Center (1.098 spett.) |

| Norrköping 4 aprile 2005, ore 20:00 UTC+2 | Svezia | 5 – 1 (0-0; 0-0; 5-1) referto | Kazakistan | Himmelstalundshallen (461 spett.) |

| Linköping 6 aprile 2005, ore 16:00 UTC+2 | Kazakistan | 2 – 2 (1-1; 0-1; 1-0) referto | Russia | Cloetta Center (954 spett.) |

| Linköping 6 aprile 2005, ore 20:00 UTC+2 | Canada | 10 – 0 (3-0; 4-0; 3-0) referto | Svezia | Cloetta Center (2.513 spett.) |

| Pos. |            | PG | V | N | P | GF | GS | DR  | Pt |
| 1.   | Canada     | 3  | 3 | 0 | 0 | 35 | 0  | +35 | 6  |
| 2.   | Svezia     | 3  | 2 | 0 | 1 | 8  | 12 | -4  | 4  |
| 3.   | Russia     | 3  | 0 | 1 | 2 | 3  | 17 | -14 | 1  |
| 4.   | Kazakistan | 3  | 0 | 1 | 2 | 3  | 20 | -17 | 1  |

#### Girone B
| Norrköping 3 aprile 2005, ore 16:00 UTC+2 | Stati Uniti | 8 – 2 (0-5; 0-2; 0-2) referto | Cina | Himmelstalundshallen (214 spett.) |

| Norrköping 3 aprile 2005, ore 20:00 UTC+2 | Finlandia | 5 – 1 (3-0; 2-0; 0-1) referto | Germania | Himmelstalundshallen (125 spett.) |

| Linköping 5 aprile 2005, ore 20:00 UTC+2 | Germania | 0 – 7 (0-5; 0-1; 0-1) referto | Stati Uniti | Cloetta Center (1.008 spett.) |

| Norrköping 5 aprile 2005, ore 20:00 UTC+2 | Finlandia | 5 – 1 (0-0; 4-1; 1-0) referto | Cina | Himmelstalundshallen (210 spett.) |

| Norrköping 6 aprile 2005, ore 16:00 UTC+2 | Cina | 3 – 3 (1-1; 0-2; 2-0) referto | Germania | Himmelstalundshallen (87 spett.) |

| Norrköping 6 aprile 2005, ore 20:00 UTC+2 | Stati Uniti | 8 – 1 (2-0; 3-0; 3-1) referto | Finlandia | Himmelstalundshallen (300 spett.) |

| Pos. |             | PG | V | N | P | GF | GS | DR  | Pt |
| 1.   | Stati Uniti | 3  | 3 | 0 | 0 | 23 | 3  | +20 | 6  |
| 2.   | Finlandia   | 3  | 2 | 0 | 1 | 11 | 10 | +1  | 4  |
| 3.   | Cina        | 3  | 0 | 1 | 2 | 6  | 16 | -10 | 1  |
| 4.   | Germania    | 3  | 0 | 1 | 2 | 4  | 15 | -11 | 1  |

### Girone di consolazione
| Norrköping 8 aprile 2005, ore 15:00 UTC+2 | Cina | 3 – 0 (1-0; 1-0; 1-0) referto | Kazakistan | Himmelstalundshallen (42 spett.) |

| Norrköping 8 aprile 2005, ore 19:00 UTC+2 | Russia | 1 – 2 (1-1; 0-1; 0-0) referto | Germania | Himmelstalundshallen (60 spett.) |

#### Finale per il 7º posto
| Norrköping 9 aprile 2005, ore 15:00 UTC+2 | Russia         | 1 – 1 (d.t.s.) (1-0; 0-1; 0-0; 0-0) referto | Kazakistan | Himmelstalundshallen (50 spett.) |
| Shootout 0 – 1                            |                |                                             |            |                                  |
|                                           |                |                                             |            |                                  |
|                                           | Shootout 0 – 1 |                                             |            |                                  |

#### Finale per il 5º posto
| Norrköping 9 aprile 2005, ore 19:00 UTC+2 | Germania | 3 – 0 (1-0; 1-0; 1-0) referto | Cina | Himmelstalundshallen (65 spett.) |

### Fase a eliminazione diretta
|  | Semifinali     | Semifinali     | Semifinali  |             |        | Finale      | Finale      | Finale      |  |
|  |                |                |             |             |        |             |             |             |  |
|  | A1 Canada      | A1 Canada      | 3           |             |        |             |             |             |  |
|  | A1 Canada      | A1 Canada      | 3           |             |        |             |             |             |  |
|  | B2 Finlandia   | B2 Finlandia   | 0           |             |        |             |             |             |  |
|  | B2 Finlandia   | B2 Finlandia   | 0           |             | Canada | Canada      | 0           |             |  |
|  |                |                |             |             | Canada | Canada      | 0           |             |  |
|  |                |                | Stati Uniti | Stati Uniti | 1      |             |             |             |  |
|  | B1 Stati Uniti | B1 Stati Uniti | Stati Uniti | Stati Uniti | 1      | 4           |             |             |  |
|  | B1 Stati Uniti | B1 Stati Uniti |             |             |        | 4           |             |             |  |
|  | A2 Svezia      | A2 Svezia      | 1           |             |        | Terzo posto | Terzo posto | Terzo posto |  |
|  | A2 Svezia      | A2 Svezia      | 1           |             |        |             |             |             |  |
|  |                |                |             |             |        |             |             |             |  |
|  |                |                |             |             |        | Finlandia   | Finlandia   | 2           |  |
|  |                |                |             |             |        | Finlandia   | Finlandia   | 2           |  |
|  |                |                |             |             |        | Svezia      | Svezia      | 5           |  |

#### Semifinali
| Linköping 8 aprile 2005, ore 16:00 UTC+2 | Canada | 3 – 0 (0-0; 2-0; 1-0) referto | Finlandia | Cloetta Center (1.648 spett.) |

| Linköping 8 aprile 2005, ore 20:00 UTC+2 | Stati Uniti | 4 – 1 (0-1; 3-0; 1-0) referto | Svezia | Cloetta Center (2.192 spett.) |

#### Finale per il 3º posto
| Linköping 9 aprile 2005, ore 15:30 UTC+2 | Finlandia | 2 – 5 (1-1; 1-0; 0-4) referto | Svezia | Cloetta Center (2.536 spett.) |

#### Finale
| Linköping 9 aprile 2005, ore 20:00 UTC+2 | Canada         | 0 – 0 (d.t.s.) (0-0; 0-0; 0-0; 0-0) referto | Stati Uniti | Cloetta Center (4.468 spett.) |
| Shootout 0 – 1                           |                |                                             |             |                               |
|                                          |                |                                             |             |                               |
|                                          | Shootout 0 – 1 |                                             |             |                               |

### Classifica marcatori
| Giocatrice          | PG | G | A | Pt | +/- | MP |
| ------------------- | -- | - | - | -- | --- | -- |
| Krissy Wendell      | 5  | 4 | 5 | 9  | +9  | 0  |
| Jayna Hefford       | 5  | 6 | 2 | 8  | +7  | 0  |
| Hayley Wickenheiser | 5  | 5 | 3 | 8  | +8  | 6  |
| Sarah Vaillancourt  | 5  | 3 | 5 | 8  | +8  | 2  |
| Caroline Ouellette  | 5  | 2 | 6 | 8  | +7  | 0  |
| Kelly Stephens      | 5  | 3 | 4 | 7  | +7  | 16 |
| Jennifer Botterill  | 5  | 1 | 6 | 7  | +6  | 4  |
| Gillian Apps        | 5  | 4 | 2 | 6  | +7  | 8  |
| Satu Hoikkala       | 5  | 3 | 3 | 6  | -2  | 6  |
| Angela Ruggiero     | 5  | 3 | 3 | 6  | +12 | 10 |

### Classifica portieri
| Giocatrice             | Min    | TC  | GS | SO | MGS  | Sv%    |
| ---------------------- | ------ | --- | -- | -- | ---- | ------ |
| Charline Labonté       | 120:00 | 23  | 0  | 2  | 0.00 | 100.00 |
| Kim St-Pierre          | 200:00 | 66  | 1  | 2  | 0.30 | 98.48  |
| Chanda Gunn            | 230:01 | 62  | 2  | 3  | 0.52 | 96.77  |
| Steffi Wartosch-Kurten | 265:48 | 136 | 10 | 1  | 2.26 | 92.65  |
| Natalija Trunova       | 279:27 | 214 | 19 | 0  | 4.08 | 91.12  |

### Classifica finale
| Pos | Squadra     |
| --- | ----------- |
| 1   | Stati Uniti |
| 2   | Canada      |
| 3   | Svezia      |
| 4   | Finlandia   |
| 5   | Germania    |
| 6   | Cina        |
| 7   | Kazakistan  |
| 8   | Russia      |

| Promossa nel Gruppo A: | Svizzera |

#### Riconoscimenti
Riconoscimenti individuali
| Premio                   | Giocatrice      |
| ------------------------ | --------------- |
| Miglior giocatrice (MVP) | Krissy Wendell  |
| Miglior portiere         | Chanda Gunn     |
| Miglior difensore        | Angela Ruggiero |
| Miglior attaccante       | Jayna Hefford   |

## Prima Divisione
Il Campionato di Prima Divisione si è svolto in un unico girone all'italiana a Romanshorn, in Svizzera, fra il 27 marzo e il 2 aprile 2005:
| Pos. |           | PG | V | N | P | GF | GS | DR  | Pt |
| 1.   | Svizzera  | 5  | 5 | 0 | 0 | 29 | 7  | +22 | 10 |
| 2.   | Giappone  | 5  | 4 | 0 | 1 | 18 | 8  | +10 | 8  |
| 3.   | Rep. Ceca | 5  | 2 | 1 | 2 | 13 | 9  | +4  | 8  |
| 4.   | Francia   | 5  | 2 | 1 | 2 | 18 | 19 | -1  | 5  |
| 5.   | Danimarca | 5  | 1 | 0 | 4 | 15 | 31 | -16 | 2  |
| 6.   | Lettonia  | 5  | 0 | 0 | 5 | 12 | 31 | -19 | 0  |

| Promossa nel Gruppo A: | Svizzera |

## Seconda Divisione
Il Campionato di Seconda Divisione si è svolto in un unico girone all'italiana ad Asiago, in Italia, fra il 13 e il 20 marzo 2005:
| Pos. |                | PG | V | N | P | GF | GS | DR  | Pt |
| 1.   | Norvegia       | 5  | 4 | 0 | 1 | 21 | 6  | +15 | 8  |
| 2.   | Italia         | 5  | 4 | 0 | 1 | 21 | 7  | +14 | 8  |
| 3.   | Slovacchia     | 5  | 4 | 0 | 1 | 16 | 8  | +8  | 8  |
| 4.   | Corea del Nord | 5  | 2 | 0 | 3 | 12 | 15 | -3  | 4  |
| 5.   | Austria        | 5  | 1 | 0 | 4 | 10 | 24 | -14 | 2  |
| 6.   | Paesi Bassi    | 5  | 0 | 0 | 5 | 6  | 26 | -20 | 0  |

| Promossa in Prima Divisione: | Norvegia |

## Terza Divisione
Il Campionato di Terza Divisione si è svolto in un unico girone all'italiana a Città del Capo, in Sudafrica, fra il 3 e il 9 marzo 2005:
| Pos. |             | PG | V | N | P | GF | GS | DR  | Pt |
| 1.   | Slovenia    | 5  | 5 | 0 | 0 | 41 | 8  | +33 | 10 |
| 2.   | Regno Unito | 5  | 4 | 0 | 0 | 42 | 6  | +36 | 8  |
| 3.   | Belgio      | 5  | 2 | 1 | 2 | 7  | 20 | -13 | 5  |
| 4.   | Ungheria    | 5  | 2 | 0 | 3 | 16 | 14 | +2  | 4  |
| 5.   | Australia   | 5  | 1 | 1 | 3 | 15 | 18 | -3  | 3  |
| 6.   | Sudafrica   | 5  | 0 | 0 | 5 | 6  | 61 | -55 | 0  |

| Promossa in Seconda Divisione: | Slovenia |

## Quarta Divisione
Il Campionato di Quarta Divisione si è svolto in un unico girone all'italiana a Dunedin, in Nuova Zelanda, fra il 1° e il 4 aprile 2005:
| Pos. |               | PG | V | N | P | GF | GS | DR  | Pt |
| 1.   | Corea del Sud | 3  | 3 | 0 | 0 | 15 | 5  | +10 | 6  |
| 2.   | Nuova Zelanda | 3  | 1 | 1 | 1 | 9  | 9  | 0   | 3  |
| 3.   | Romania       | 3  | 1 | 0 | 2 | 3  | 5  | -2  | 2  |
| 4.   | Islanda       | 3  | 0 | 1 | 2 | 6  | 14 | -8  | 1  |

| Promossa in Terza Divisione: | Corea del Sud |